# Incesto
Incesto é a atividade sexual entre membros de uma família ou entre parentes que possuem uma relação de consanguinidade (relações de sangue). Em termos gerais, é utilizado para classificar relações entre ancestrais diretos (pais, avós, bisavós) e seus descendentes (filhos, netos, bisnetos) e entre irmãos, uma vez que nem todo casamento consanguíneo é considerado incesto.
O tabu do incesto é e tem sido um dos mais difundidos de todos os tabus culturais, tanto no presente e em muitas sociedades antigas. A maioria das sociedades modernas têm leis sobre incesto ou restrições sociais em casamentos estreitamente consanguíneos. Em sociedades onde é ilegal, o incesto adulto consensual é visto por alguns como um crime sem vítimas. Algumas culturas estendem o tabu do incesto a parentes sem consanguinidade, como irmãos de leite e irmãos adotivos. Parentes de terceiro grau (como meia-tia, meio-sobrinho, primo), em média, compartilham 12,5% de genes, e as relações sexuais entre eles são vistas de forma diferente em várias culturas, desde serem  desencorajados a socialmente aceitáveis.
Uma justificativa comum para a proibição do incesto é evitar o endocruzamento: uma coleção de transtornos genéticos sofridos pelos filhos de pais com algum coeficiente de parentesco. Tais crianças estão em maior risco de transtornos congênitos, morte e deficiência física e de desenvolvimento. O risco é proporcional ao coeficiente de parentesco dos pais - uma medida de quão geneticamente perto os pais são relacionados.
Em algumas sociedades, como as do antigo Egito e  outras, as combinações de relacionamentos como irmãos-irmãs, pai-filha, mãe-filho, entre primos, sobrinhos-tias, sobrinhas-tios eram praticadas nas famílias reais como forma de perpetuar a linhagem real. Algumas sociedades como as de Bali e algumas tribos Inuit têm opiniões diferentes sobre o que constitui incesto ilegal e imoral. No entanto, as relações sexuais com um parente de primeiro grau (como um pai ou irmão) são quase universalmente proibidas.

## Terminologia
A palavra incesto é derivada do Latim incestum, que quer dizer estritamente "sacrilégio". Incestum deriva de incestus que significa "impuro e sujo". Incestus, por sua vez, é forjada a partir do privativo in e cestus, que é uma deformação de castus, que significa "casto" e "puro", assim incestus também tem a definição de "não casto".

## História

### Antiguidade
Na China Antiga, os primos de primeiro grau com os mesmos sobrenomes (isto é, os nascidos dos irmãos do pai) não tinham a permissão para se casarem, enquanto os com sobrenomes diferentes (isto é, primos maternos e primos paternos nascidos das irmãs do pai) eram permitidos.
Vários faraós egípcios se casaram com seus irmãos e tiveram vários filhos com eles. Por exemplo, Tutancâmon casou-se com sua meia-irmã Anchesenamon e foi ele mesmo filho de uma união incestuosa entre Aquenáton e uma esposa-irmã não identificada. Atualmente, é geralmente aceito que os casamentos de irmãos foram generalizados entre todas as classes no antigo Egito durante o período greco-romano. Numerosos papiros e as declarações do censo romano atestam que muitos maridos e esposas são irmãos e irmãs, do mesmo pai e da mesma mãe.
Na Grécia Antiga, o rei espartano, Leónidas I, herói da lendária Batalha das Termópilas, foi casado com sua sobrinha, Gorgo, filha de seu meio-irmão Cleômenes I. A lei grega permitia o casamento entre um irmão e uma irmã se tivessem mães diferentes. Por exemplo, alguns relatos dizem que Elpinice foi por um tempo casada com seu meio-irmão Címon.
O incesto é mencionado na Eneida de Virgílio, no Livro VI: hic thalamum invasit natae vetitosque hymenaeos; "Este invadiu o quarto de uma filha e fez sexo proibido".
O Direito romano  proibia o casamento consanguíneo dentro de quatro graus mas não tinha nenhum grau de afinidade com relação ao casamento. As leis civis romanas proibiam qualquer casamento entre pais e filhos, quer na linha ascendente ou descendente ad infinitum. A adoção era considerada a mesma afinidade na medida em que um pai adotivo não podia se casar com uma filha ou neta, mesmo que a adoção tivesse sido dissolvida. As uniões incestuosas eram desencorajadas e consideradas nefas (de encontro às leis dos deuses e do homem) na Roma antiga. Em 295 d.C. o incesto foi explicitamente proibido por um édito imperial, que dividia o conceito de "incestus" em duas categorias de gravidade desigual: o "incesto iuris gentium", que era aplicado tanto aos romanos quanto aos não romanos no Império, e o "inestus iuris civilis", que dizia respeito apenas aos cidadãos romanos. Portanto, por exemplo, um egípcio poderia se casar com uma tia, mas um romano não. Apesar do ato de incesto ser inaceitável dentro do Império Romano, o Imperador romano Calígula supostamente teve relações sexuais com as três irmãs Júlia Lívila, Drusila e Agripina). O Imperador Cláudio, depois de executar sua esposa anterior, casou-se com a filha de seu irmão Agripina, a jovem,  e mudou a lei para permitir a união ilegal.  A lei proibindo casar-se com a filha de uma irmã permaneceu.

### Da idade Média em diante

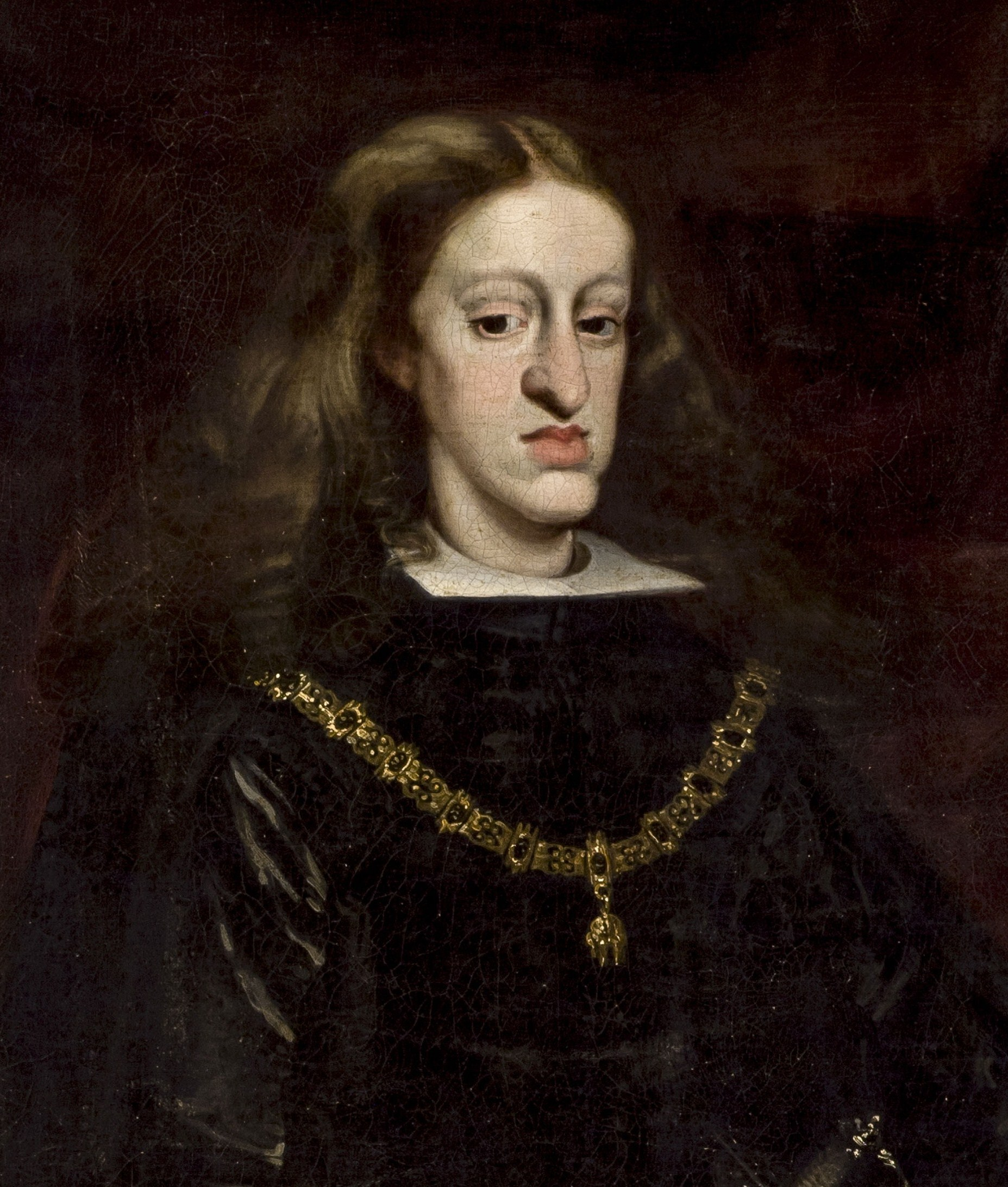
Carlos II de Espanha nasceu incapacitado mental e fisicamente devido a séculos de endogamia na Casa de Habsburgo. Curiosamente, suas irmãs não tiveram deficiências.

#### Tias, tios, sobrinhos ou sobrinhas

Maria I de Portugal foi casada com seu tio direto, Dom Pedro III, com quem teve ao todo seis filhos.

#### Entre primos

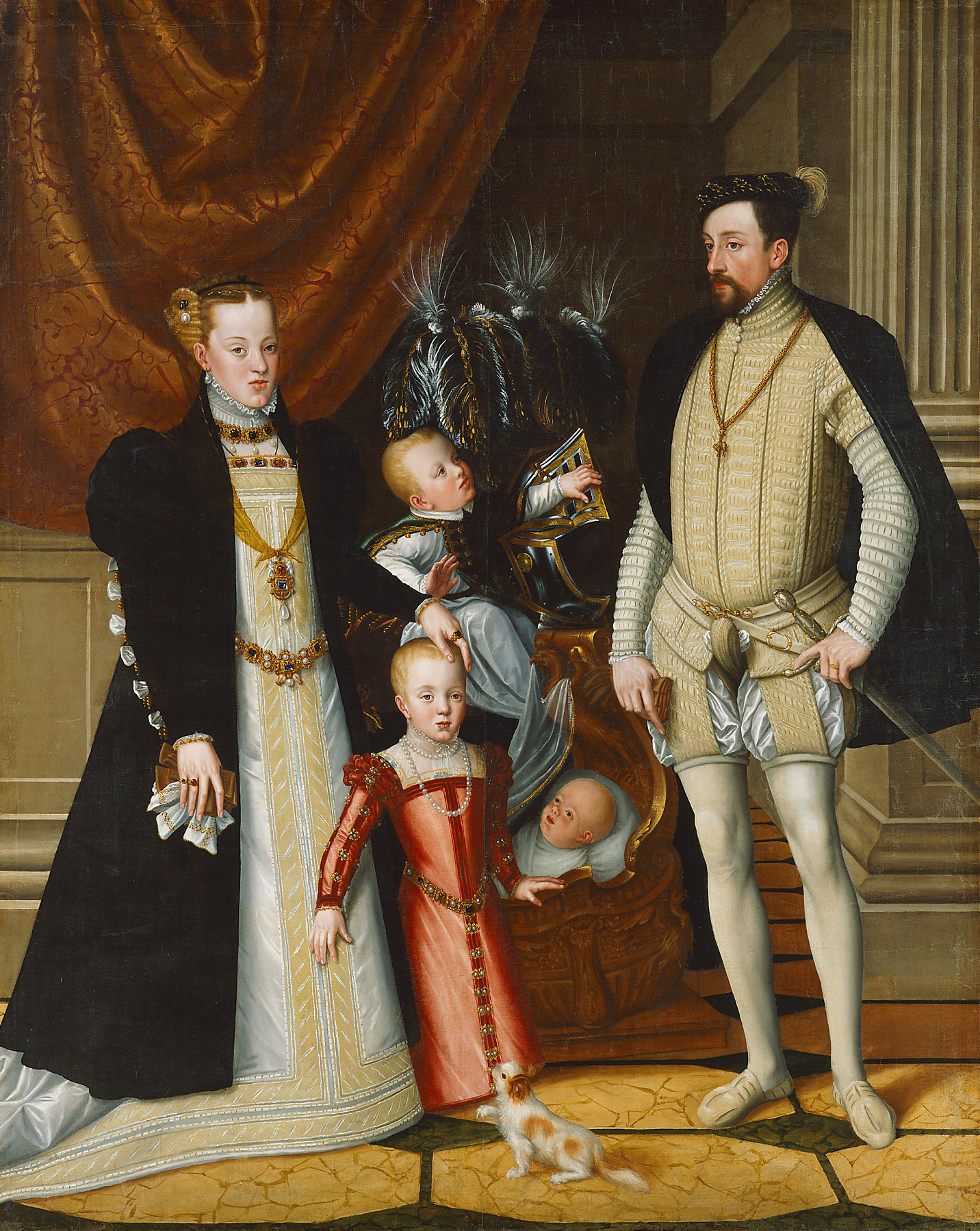
Maximiliano II do Sacro Império Romano-Germânico casou-se com sua prima de primeiro grau Maria da Áustria, Imperatriz Romano-Germânica.

## Aspectos jurídicos

Mapa da legalidade do Incesto no mundo